# Halma
A Halma két- vagy négyszemélyes absztrakt stratégiai táblás játék. A lényege, hogy a bábuinkat a kezdősarokból ugrássorozatokkal eljuttassuk az ellenfél szemközti kezdősarkába.
A játékot George Howard Monks (1853–1933), egy bostoni sebész találta ki 1883-ban, mikor még gyakornokéveit Angliában töltve megismerkedett a Hoppity játékkal.
A játék neve görögül azt jelenti: ’ugrás’.
Lukácsy András azt állítja, hogy a játék helma néven Svédországban régóta létezik; a svéd Wikipedia szócikke ezt nem említi.

## Szabályok
Két játékos esetén mindkettejüknek 19 bábuja van, ezeket a 16-szor 16 mezős tábla két ellentétes sarkában, a vastag vonallal elhatárolt területre kell elhelyezniük. Ha négyen játszanak, akkor mindenkinek 13 bábuja van, és ezeket a kék vonallal elkerített területre kell feltenni. A táblát a szokásostól eltérően úgy fordítjuk, hogy a sarkok mutatnak a játékosok felé.
A játékos célja, hogy a bábuit eljuttassa a szemközti sarokban levő, azonos alakú területre, az ellenfél "táborába".
A játékos bármelyik bábujával léphet. A kiválasztott bábu egy mezőt léphet a 8 lehetséges irány bármelyikébe, csak üres mezőre. Nem kötelező előrefelé haladni, oldalazó vagy visszafelé történő lépés is megengedett. Mozgásra a tábla teljes területe kihasználható, kivéve azokat a táborokat, amelyek nem a mi táborunkkal szemben vannak.
Ha az egyik irányban a szomszédos mezőn bábu áll, amögött pedig szabad mező, akkor a játékos a lépés helyett ugorhat, és a bábuját arra a szabad mezőre teheti. Átugrani csak egy bábut lehet, és az ugrás az előtte levő mezőről a mögötte levő mezőre végezhető el. A dámajátékokban ismert hosszú ugrás itt nem megengedett. Az ugrás a 8-féle irány bármelyikébe végrehajtható, ha a feltételei teljesülnek.
A halmában ütés nincs, az átugrott bábu játékban marad. Átugrani saját és ellenséges bábut is szabad.

Megengedett és tiltott lépések

Ha a játékos ugrást választott, akkor ha az érkezési mezőről újabb ugrásra van lehetősége, azonnal elvégezheti azt is, de ez nem kötelező. Az ugrássorozat hosszát és haladási irányát nem köti semmi. Ugrássorozat közben egyszerű lépést tenni nem lehet.
4 játékos esetén az ugráshoz mindegyik ellenfél bábuit fel lehet használni.
Ha egy játékos egyetlen olyan bábuval sem tud lépni, amely még nincs a célterületen, ellenfele köteles utat nyitni neki. A célterületre érkezett bábu már nem léphet ki onnan, de azon belül mozoghat.

## Szabályváltozatok
A fentiektől eltérően a szabályokban kiköthető, hogy:
- Lépés hátrafelé nem tehető, ez a 8 irányból 1-et vagy 3-at kizár.
- Lépni csak átlós irányban szabad, ugrás közben viszont mind a 8 irány megengedett.

A játék 6 személyesre bővített változata a csillaghalma.